# Ermita de Santa Madrona (Móra d'Ebre)
La Santa Madrona és una ermita, protegida com a bé cultural d'interès local, a uns 7,5 quilòmetres al nord-oest del nucli urbà de la població de Móra d'Ebre (Ribera d'Ebre), pel camí de Sant Jeroni fins a l'ermita del mateix nom, la qual està situada al seu costat. És l'ermita de concentració de gairebé tota la comarca. És la que disposa de més espai i de més aigua. L'indret és de molta bellesa, és una clotada al recer de les cresteries de la Picossa i la Serra de Perles i del Xarcum. Presenta característiques barroques al púlpit, al cor i a les voltes. El dia 1 de maig se celebra la romeria a Santa Madrona.
La construcció està arrebossada i emblanquinada. Temple d'una sola nau amb contraforts i absis poligonal. La nau està coberta per una volta de canó decorada amb llunetes i dividida en quatre tramades per arcs torals de mig punt, sostinguts per una cornisa motllurada que recorre els murs laterals i la conca absidal. Sota cada arc hi ha una mènsula motllurada. L'absis presenta el mateix sistema de coberta que la nau i, en un dels laterals, hi ha la sagristia. Als peus del temple hi ha el cor, sostingut per una volta rebaixada i amb les escales d'accés d'un tram situades en perpendicular a l'estructura. La il·luminació interior es fa mitjançant petites finestres rectangulars obertes a l'interior de les llunetes. La porta d'accés està situada en un dels murs laterals i està coberta per un petit porxo amb la coberta de teula d'un sol vessant, obert mitjançant un arc carpanell i bastit entre dos contraforts. El portal és de mig punt adovellat. L'ermita està coronada per un esvelt campanar d'espadanya, amb una obertura rectangular per la campana i rematat per una creu. A l'interior del temple destaca el púlpit.